# Колодница (Волынская область)
Колодница (укр. Колодниця) — село в Ковельской городской общине Ковельского района Волынской области Украины.
Код КОАТУУ — 0722180802. Население по переписи 2001 года составляет 199 человек. Почтовый индекс — 45042. Телефонный код — 3352. Занимает площадь 0,062 км².